# Демирхисарска българска община
Демирхисарската българска община е гражданско-църковно сдружение на българите екзархисти в Демир Хисар (или Валовища), Османската империя, съществувало до 1913 година, когато е закрита след Междусъюзническата война от новите гръцки власти.

## История
От 70-те години на XIX век във Валовища функционира българска община, която работи за разкриването на българско училище. Председател на общината е поп Ангел, а нейни членове са Кочо Харизанов и Попангелов от самия град, а също и Харманов, Гиздавков, Гологанов и поп Кръстьо от околията. На 20 май 1878 година общината във Валовища се присъединява към Мемоара на българските църковно-училищни общини в Македония до Великите сили с искане за влизане в сила на Санстефанския договор и присъединяване на Македония към България, с подписите на поп Димитър Кърчовски и Иван Гологанов. Българските жители на града участват активно в Кресненско-Разложкото въстание и в революционната дейност на ВМОРО в четата на местния войвода Илия Кърчовалията.
Опит да открие българско училище прави Стоян Божов, но гъркоманите и владиката не му позволяват. Българското училище е открито в 1893 година от учителя Георги Гърнев. Гърнев преподава във Валовища две години заедно с неврокопчанката Мария Попдимитрова. След тях идват Константин Мавродиев и Констанца Христова Балева от Битоля. В учебната 1897/1898 година учител в българското училище в града е Константин Мавродиев. От 1898 година две години преподава Александър Хаджиев от Голешово.
В началото на 1900/1901 учебна година общината наема хана на Ангел Кърчовалията за своя канцелария и за жилище на българските ученици от околните села. Местната турска власт по настояване на демирхисарските патриаршисти и мелнишкия митрополит на 8 ноември 1903 година изгонва учениците и даже заличава българския надпис над вратата на хана. Вследствие на оплакването на българската църковна община и родителите на децата пред солунския валия, учениците пак се събират в хана. През 1901/1902 година председател на общината е отец Евгений Рилски, а главен учител в българското второкласно училище е Константин Найденов (27-годишен) от Велес, завършил, Солунската гимназия в 1894 година. Учители са и Никола Янишлиев от Дойран за първото полугодие, Констанца (Коца) Христова Балева от Битоля (или от Охрид), Иван Димитров, Екатерина Шумкова от Солун. С идването на йеромонах Евгений като председател на общината настъпва съживяване на дейността ѝ и е направен ремонт на българската църква с пари от Екзархията и от селяните от околията. В следващата учебна 1901/1902 година Балева напуска и на нейно място идва учителят Атанас Думчев. Сградата на училището е стара с 1 стая на първия и 4 на втория етаж. Тъй като е под наем Екзархията от 3 години се опитва да я купи, но гръцката община прави пречки.
| Учители в 1900/1901 година | Учители в 1900/1901 година | Учители в 1900/1901 година | Учители в 1900/1901 година | Учители в 1900/1901 година                                         | Учители в 1900/1901 година |
| Номер                      | Име                        | Възраст                    | Месторождение              | Образование                                                        |                            |
| -------------------------- | -------------------------- | -------------------------- | -------------------------- | ------------------------------------------------------------------ | -------------------------- |
| 1.                         | Константин Найденов        | 27                         | Велес                      | Солунската българска мъжка гимназия в 1894 година                  |                            |
| 2.                         | Иван Димитров              | 25                         | Русиново                   | IV клас на Цариградската българска духовна семинария в 1899 година |                            |
| 3.                         | Констанца Балева           | 26                         | Битоля                     | V клас на Солунската българска девическа гимназия в 1889 година    |                            |
| 4.                         | Екатерина Шумкова          | 20                         | Солун                      | III клас през 1895 година                                          |                            |

През 1902 година Евгений Рилски той подписва поздравителен адрес до екзарх Йосиф I за 25 години на престола, в който трите български общини на Мелнишката епархия - Петричката, Демирхисарската и Мелнишката изразяват молба от името на българското население за назначаване на български владика. След Солунските атентати от април 1903 година, българите в Демир Хисар са подложени на голям гръцки терор. Йеромонах Евгений е арестуван и след 52 дена екстерниран. Затворени са повече от 300 свещеници, учители и първенци от демирхисарските села, понеже не признават Патриаршията. По същото време българско училище с пансиона е затворено. През ноември същата година гръцки ученици счупват преградата между гръцкото от българското училище, нахлуват в последното, изпочупват прозорците, чиновете и стълбата, откъртват мазилката от тавана и стените, разграбват много учебни помагала. По искане на гръцкия владика, властта не е позволява да се отвори българско училище в града и през 1904 година.
След Илинденското въстание, в 1904 година 30 къщи от Валовища минават под върховенството на Българската екзархия. По данни на секретаря на екзархията Димитър Мишев („La Macédoine et sa Population Chrétienne“) в 1905 година в града има 24 българи екзархисти, 864 българи патриаршисти, 245 гърци, 240 власи и 162 цигани.
| Учители в 1904/1905 година | Учители в 1904/1905 година | Учители в 1904/1905 година | Учители в 1904/1905 година | Учители в 1904/1905 година | Учители в 1904/1905 година                                                   |
| Номер                      | Име                        | Възраст                    | Месторождение              | Заплата (турски лири)      | Образование                                                                  |
| -------------------------- | -------------------------- | -------------------------- | -------------------------- | -------------------------- | ---------------------------------------------------------------------------- |
| 1.                         | Стефан Иванов              | 33                         | Битоля                     | 67                         | педагогическите курсове на Солунската българска мъжка гимназия в 1890 година |
| 2.                         | Тольо Левов                | 46                         | Айватово                   | 60                         | Робърт колеж в 1883 година                                                   |
| 3.                         | Иван Иванов                | 30                         | Гуменджа                   | 36                         | Цариградската българска духовна семинария в 1898 година                      |
| 4.                         | Петър Лъжев                | 26                         | Воден                      | 36                         | Битолската българска класическа гимназия в 1903 година                       |
| 5.                         | Мария Богданова            | 24                         | Прилеп                     | 36                         | Солунската българска девическа гимназия в 1900 година                        |
| 6.                         | Бонча Пекова               | 20                         | Плевня                     | 36                         | Солунската българска девическа гимназия в 1900 година                        |

В 1905 година общината празнува пищно деня на Св. св. Кирил и Методий, като на празника присъстват дори селяни от околните гъркомански села Латарево, Радево, Камаретово. В 1905 година председател на общината е свещеник Е. Шуманов.
До началото на Балканската война от 1912 година местната българска община поддържа във Валовища смесена прогимназия с икономически пансион и едно основно училище в които се обучават до 150 ученици. В града има и малка българска църква. Със собствени и екзархийски средства, общината купува голям парцел южно от града за строеж на къщички за българи-преселници от селата. В двора на старото училище през 1910 година започва строеж на триетажна прогимназиална сграда, която до началото на войната е покрита и почти готова. Сградата е построена главно с пожертвуванията на българите от околните села.
Към октомври 1911 година учители във Валовища са Димитър Божиков (главен учител), Тома Попдимитров, Борис Ик. Гайгуров, Ангел Ангелов, Констанца Попхристова и М. Накова.
- Писмо от Демирхисарската българска община до екзарх Йосиф I Български, 8 февруари 1901 година
- Писмо от Демирхисарската българска община до екзарх Йосиф I Български за трудностите, които има, подписано от главния учител Константи Найденов, 19 февруари 1901 година
- Писмо на Демирхисарската българска община до екзарх Йосиф I Български, 16 юни 1905 година

## Председатели
- поп Ангел (1870-те)
- Евгений Рилски (1900-те)
- Свещеник Г. Попов (в 1911 и 1912)